# 卢瓦河畔吕耶
卢瓦河畔吕耶（法語：Ruillé-sur-Loir，法語發音：[ʁɥije syʁ lwaʁ]）是法国萨尔特省的一个旧市镇，属于拉弗莱什区。2017年，卢瓦河畔吕耶与临近的3个市镇合并为新市镇卢瓦昂瓦莱，卢瓦河畔吕耶为新市镇行政中心。

## 地理
卢瓦河畔吕耶（47°45'2"N, 0°37'14"E）面积39.48 平方千米，位于法国卢瓦尔河地区大区萨尔特省，该省份为法国西北部内陆省份，北起顺时针与奥恩省、厄尔-卢瓦省、卢瓦-谢尔省、安德尔-卢瓦尔省、曼恩-卢瓦尔省和马耶讷省接壤，是法国大西部的入口，连接卢瓦尔河谷、布列塔尼和巴黎盆地。
与卢瓦河畔吕耶接壤的市镇（或旧市镇、城区）包括：圣乔治德拉库埃、旺塞、特雷埃、拉沙佩勒戈甘、卢瓦河畔拉沙尔特、库尔德芒什、洛姆、卢瓦河畔蓬塞、圣奥斯马娜。

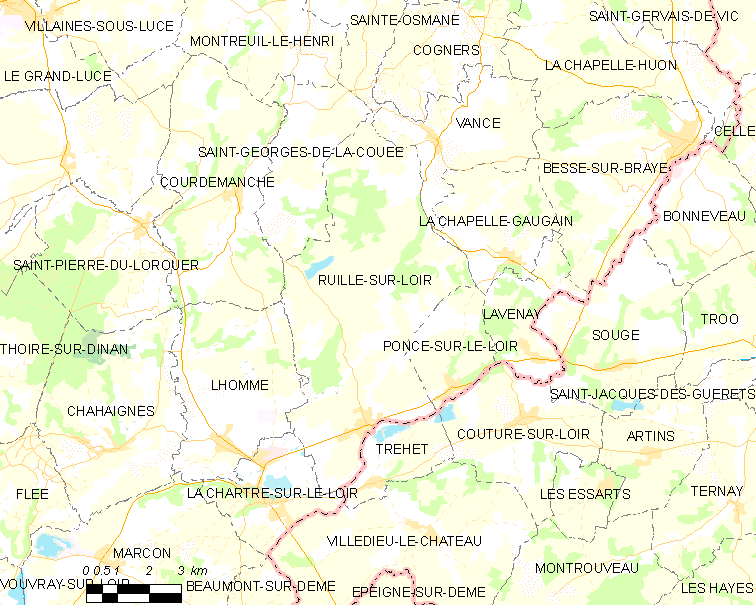
卢瓦河畔吕耶的OSM定位图

卢瓦河畔吕耶的时区为UTC+01:00、UTC+02:00（夏令时）。

## 行政
卢瓦河畔吕耶的邮政编码为72340，INSEE市镇编码为72262。

## 政治
卢瓦河畔吕耶所属的省级选区为卢瓦河畔蒙瓦勒县。

## 人口

1962-2008年间卢瓦河畔吕耶人口变化图示

卢瓦河畔吕耶于2018年1月1日时的人口数量为1218人。